# Jaume Font i Marí-Martí
Jaume Font i Marí-Martí (Terrassa, 1918 - 18 de setembre de 2010) fou un escolta i resistent català, premi d'Actuació Cívica de la Fundació Lluís Carulla.
El 1932 es va integrar al moviment escoltista de Terrassa i formà part dels Minyons de Muntanya. Influït per Alexandre Galí i de Josep Maria Batista i Roca, es va dedicar a l'educació del jovent a través de l'escoltisme. Després de la guerra civil espanyola va treballar com a secretari de magatzemistes de fustes i formà part de l'organització militar del Front Nacional de Catalunya. El 1949 va organitzar, sota el paraigua de l'església, el Campament general de Clans i Seccions de Minyons de Muntanya celebrat a Òrrius (Maresme), i va crear diversos agrupaments d'escoltes a les parròquies de la Sagrada Famíli i Sant Pere de Terrassa.
Preocupat per la memòria històrica catalana, el 1967 va fundar la Fonoteca Històrica de Catalunya, que recull enregistraments àudio-visuals d'esdeveniments i parlaments de personalitats del món cultural, polític i social de Catalunya. El 1991 va rebre un dels Premis d'Actuació Cívica de la Fundació Lluís Carulla El 1994 va crear, juntament amb Josep Maria Ainaud de Lasarte la Fundació Jaume Font per assegurar la recerca dels documents recollits, que actualment es poden consultar a l'Arxiu Nacional de Catalunya. El 1998 també va rebre la Medalla President Macià.